# Olivier Siegelaar
Olivier Siegelaar (Haarlem, 24 oktober 1986) is een Nederlandse roeier. Hij vertegenwoordigde Nederland driemaal op de Olympische Spelen.

## Levensloop
Siegelaar begon met roeien bij Het Spaarne en roeide daarna bij D.S.R.V. Laga. In 2004 won hij brons op junioren WK. In 2008 kwalificeerde hij zich nipt voor de Olympische Spelen van 2008 in Peking door de Olympisch Kwalificatietoernooi te winnen in het Poolse Poznań. Samen met Rogier Blink, Jozef Klaassen, Meindert Klem, David Kuiper, Mitchel Steenman, Olaf van Andel, Diederik Simon, Peter Wiersum (stuurman) vertegenwoordigde hij Nederland in de "Holland Acht". Op de Spelen plaatste het Nederlandse team zich via de herkansing, waarin Siegelaar vanwege een blessure vervangen werd door Reinder Lubbers voor de finale. In de finale, weer met Siegelaar, miste het team met een vierde plaats een medaille.
In de jaren 2009 - 2011 studeerde Siegelaar Mechanical Engineering aan de University of California, Berkeley waar hij met de "Cal Golden Bears" respectievelijk zilver, goud en brons haalde op de nationale kampioenschappen in de Varsity Eight. In deze jaren was hij ook een vaste kracht in prioriteitsboot van Nederland, de Holland Acht. Siegelaar haalde een bronzen medaille op het WK van 2009 in het Poolse Poznan, en eindigde op een 4e en 6e plek op de WK's in respectievelijk Lake Karapeiro (Nieuw-Zeeland) in 2010 en Bled, Slovenië in 2011. Met deze 6e plek kwalificeerde hij zich voor de Holland Acht voor de Olympische Spelen in London.
In 2012 maakte hij opnieuw deel uit van de Holland Acht. Op de Olympische Spelen plaatste de boot zich voor de finale en eindigde op de 5e plaats, slechts 0.5 seconde van de bronzen medaille. Na Londen stopte Siegelaar met roeien en werkte na het afronden van zijn studie een zomer op de handelsvloer van investeringsbank Goldman Sachs in New York. Hierna kondigde hij aan weer tot de Spelen in Rio de Janeiro te zullen gaan roeien. In aanloop naar de Olympische spelen werd er een nieuwe Holland Acht geformeerd. Ook Siegelaar werd in de nieuwe ploeg opgenomen. Na een stroeve start en slechte resultaten in de eerste jaren haalde Nederland op het onderdeel Acht bij de Spelen uiteindelijk een bronzen medaille.
Tijdens zijn studie Master of Business Administration aan de University of Oxford maakte Siegelaar deel uit van de acht van Oxford. Met deze ploeg versloeg hij op 2 april 2017 de acht van Cambridge tijdens The Boat Race. Na de Boat Race stopte Siegelaar definitief met roeien en begon hij met werken bij investeringsbank Citigroup in Canary Wharf in Londen.

## Titels
- Nederlands kampioen (acht met stuurman) - 2008
- Nederlands kampioen (dubbel twee) - 2008
- Nederlands kampioen (dubbel vier) - 2006
- Nederlands indoorkampioen (onder 23 jaar) - 2005

## Palmares
| Jaar | Plaats | Evenement                             |
| ---- | ------ | ------------------------------------- |
| 2004 | Brons  | WK Junioren WK (dubbel vier)          |
| 2005 | Goud   | NK onder 23 indoorroeien              |
| 2006 | Goud   | NK (dubbel twee)                      |
| 2006 | Goud   | NK (dubbel vier)                      |
| 2006 | 8e     | WK onder 23 jaar (dubbel twee)        |
| 2007 | 10e    | Worldcup Amsterdam (dubbel vier)      |
| 2007 | 14e    | Worldcup Luzern (dubbel vier)         |
| 2007 | 7e     | WK onder 23 jaar (dubbel twee)        |
| 2008 | 12e    | Worldcup München (dubbel twee)        |
| 2008 | 9e     | Worldcup Luzern (dubbel twee)         |
| 2008 | Goud   | NK (acht met stuurman)                |
| 2008 | Goud   | Olympisch Kwalificatietoernooi (acht) |
| 2008 | 4e     | Olympische Spelen                     |
| 2009 | Brons  | WK Poznan (acht)                      |
| 2009 | Brons  | World Cup Luzern                      |
| 2011 | Zilver | World Cup Luzern                      |
| 2011 | 6e     | WK Bled                               |
| 2012 | Brons  | World Cup Belgrade                    |
| 2012 | 5e     | Olympische Spelen                     |
| 2015 | Brons  | WK Aiguebelette (acht)                |
| 2016 | Goud   | World Cup Varese                      |
| 2016 | Goud   | World Cup Luzern                      |
| 2016 | Brons  | Olympische Spelen (acht)              |

Olivier Siegelaar · 
Rogier Blink · 
Jozef Klaassen · 
Meindert Klem · 
David Kuiper · 
Reinder Lubbers ·  
Mitchel Steenman · 
Olaf van Andel · 
Diederik Simon · 
Peter Wiersum (stuurman)
Rogier Blink · 
Roel Braas · 
Sjoerd Hamburger · 
Jozef Klaassen · 
Olivier Siegelaar · 
Diederik Simon · 
Mitchel Steenman · 
Matthijs Vellenga · 
Peter Wiersum (stuurman)
Kaj Hendriks · 
Robert Lücken · 
Boaz Meylink · 
Boudewijn Röell · 
Olivier Siegelaar · 
Dirk Uittenbogaard · 
Mechiel Versluis · 
Tone Wieten · 
Peter Wiersum (stuurman)